# Wanted Dead or Alive (песня Bon Jovi)
«Wanted Dead or Alive» («[Меня] разыскивают живым или мёртвым») — песня американской рок-группы Bon Jovi c альбома 1986 года Slippery When Wet. В марте следующего, 1987 года вышла как третий сингл с этого альбома.
В США песня достигла 7 места (в чарте Billboard Hot 100).

## Видеоклип
Режиссёр видеоклипа — Уэйн Айшем. (Он же снял большинство видеоклипов раннего периода истории группы.)
Клип снят в чёрно-белом цвете. В клипе группа гастролирует по стране. Их показывают как на сцене, так и в дороге и в отеле.

## Влияние
По утверждению сайта Songfacts, именно эта песня дала старт очень популярной серии Unplugged (акустических концертов различных артистов) на MTV. Дело в том, что идея сделать такое шоу пришла телеканалу после того, как в 1989 году на церемонии вручения премий MTV Video Music Awards с этой песней выступили Джон Бон Джови и Ричи Самбора. Они были только вдвоём и выступали под аккомпанемент одних только акустических гитар, с которыми вышли.

## Список композиций
| №  | Название                 | Автор(ы)                      | Длительность |
| -- | ------------------------ | ----------------------------- | ------------ |
| 1. | «Wanted Dead Or Alive»   | Джон Бон Джови и Ричи Самбора | 4:10         |
| 2. | «Shot Through The Heart» | Бон Джови                     | 4:24         |

| №  | Название                                | Автор(ы)                      | Длительность |
| -- | --------------------------------------- | ----------------------------- | ------------ |
| 1. | «Wanted Dead Or Alive» (Single Version) | Джон Бон Джови и Ричи Самбора | 5:11         |
| 2. | «Wanted Dead Or Alive» (Acoustic)       | Бон Джови, Самбора            | 5:39         |
| 3. | «Wanted Dead Or Alive» (Live)           | Бон Джови, Самбора            | 8:14         |
| 4. | «Edge of a Broken Heart»                | Бон Джови, Самбора            | 7:25         |

| №  | Название                       | Автор(ы)                      | Длительность |
| -- | ------------------------------ | ----------------------------- | ------------ |
| 1. | «Wanted Dead Or Alive» (Long)  | Джон Бон Джови и Ричи Самбора | 5:07         |
| 2. | «Wanted Dead Or Alive» (Short) | Бон Джови, Самбора            | 4:10         |

| №  | Название                             | Автор(ы)                      | Длительность |
| -- | ------------------------------------ | ----------------------------- | ------------ |
| 1. | «Never Say Goodbye»                  | Джон Бон Джови и Ричи Самбора | 4:48         |
| 2. | «Wanted Dead Or Alive»               | Бон Джови, Самбора            | 5:07         |
| 3. | «I'd Die For You»                    | Бон Джови, Самбора            | 4:31         |
| 4. | «Wanted Dead Or Alive» (Acoustic)    | Бон Джови, Самбора            | 5:41         |
| 5. | «Wanted Dead Or Alive» (Music video) | Бон Джови, Самбора            | 4:08         |

| №  | Название | Автор(ы)           | Длительность |
| -- | --- | ------------------ | ------------ |
| 1. | «Wanted Dead Or Alive (Live)» (Recorded Live On September 20, 2000, New York City, NY)                                       | Бон Джови, Самбора |              |
| 2. | «Thank You For Loving Me» (Recorded Live Acoustic On December 6, 2000, TMF Cafe, The Music Factory, Bussum, The Netherlands) |                    |              |

| №  | Название                                                              | Автор(ы)           | Длительность |
| -- | --------------------------------------------------------------------- | ------------------ | ------------ |
| 1. | «Wanted Dead Or Alive» (Live)                                         | Бон Джови, Самбора | 3:43         |
| 2. | «The Distance» (Live At The Yokohama Arena, Japan, January 29th 2003) | Бон Джови, Самбора | 5:54         |

## Чарты
| Чарт (1987)                        | Лучшая позиция |
| ---------------------------------- | -------------- |
| Australia (Kent Music Report)      | 13             |
| Бельгия/Фландрия (Ultratop 50)     | 36             |
| Canada (RPM)                       | 17             |
| Германия (GfK)                     | 47             |
| Ireland (IRMA)                     | 6              |
| Нидерланды (Single Top 100)        | 20             |
| Новая Зеландия (Recorded Music NZ) | 5              |
| Великобритания (OCC UK Singles)    | 13             |
| США (Billboard Hot 100)            | 7              |
| US Album Rock Tracks               | 13             |

| Чарт (2007)                        | Лучшая позиция |
| ---------------------------------- | -------------- |
| США (Billboard Digital Song Sales) | 25             |

| Чарт (2000–01)                    | Лучшая позиция |
| --------------------------------- | -------------- |
| Germany (Media Control AG)        | 45             |
| Netherlands (Mega Single Top 100) | 26             |

| Чарт (1987)                   | Позиция |
| ----------------------------- | ------- |
| Australia (Kent Music Report) | 82      |
| US Billboard Hot 100          | 74      |

| Регион | Сертификация  | Продажи   |
| --- | ------------- | --------- |
| Великобритания (BPI) | Платиновый    | 600 000   |
| США (RIAA) | 4× Платиновый | 4 000 000 |
| ^ Данные о тиражах приведены только на основе сертификации. · Данные о продажах + прослушиваниях приведены только на основе сертификации. |               |           |